# Prospalta caerulea
Prospalta caerulea är en fjärilsart som beskrevs av Robinson 1969. Prospalta caerulea ingår i släktet Prospalta och familjen nattflyn. Inga underarter finns listade i Catalogue of Life.